# Đầu bếp Kung Fu
Đầu bếp Kung Fu (phồn thể: 功夫廚神; giản thể: 功夫厨神; bính âm: GōngFū ChǔShén; Việt bính: Gung1 Fu1 Cu4 San4, Hán-Việt: Công Phu Trù Thần) là một bộ phim hành động của Hồng Kông công chiếu năm 2009 do Diệp Vĩnh Kiện làm đạo diễn, có sự tham gia của Hồng Kim Bảo, Phàn Thiếu Hoàng, Ngô Kiến Hào, Hồng Thiên Minh (con trai ngoài đời thật của Hồng Kim Bảo), Trần Tư Văn và Lý Hải Sinh. Bộ phim được ghi hình với kinh phí thấp.

## Nội dung
Hoàng Kế Tổ (Phàn Thiếu Hoàng) căm ghét chú mình là Hoàng Bỉnh Nghĩa (Hồng Kim Bảo) từ rất lâu và làm mọi cách để đuổi chú mình khỏi thôn và đòi lại quyền sở hữu Long Đầu Đao, một biểu tượng sức mạnh của gia tộc. Trong một buổi họp mặt, anh lợi dụng danh nghĩa là cháu của Nghĩa để bỏ độc dưới dạng muối. Vị khách mời bị bệnh và Hoàng Bỉnh Nghĩa bị đuổi khỏi thôn. Sau đó truyện phim chuyển sang Long Kiến Nhất, người đầu tiên tốt nghiệp trường của mình sau khi là một trong những học viên đầu tiên của khóa được ghi danh biểu tượng trên lá cờ. Anh được hiệu trưởng khuyên nên đi tìm và gặp bậc thầy nấu điểm tâm Quảng Đông mà anh thấy có thể dạy mình nấu ăn. Trong khi đó, Nghĩa tình cờ gặp Trầm Thanh (Ứng Thể Nhi) và Trầm Oánh (Kago Ai), và quyết tâm giúp đỡ hai chị em gỡ rối ở nhà hàng "Tứ Hải" của họ. Ông đào tạo một đầu bếp trẻ là Long Kiến Nhất (Ngô Kiến Hào) để tranh tài với Đầu bếp Điền (Lâm Tử Thông), bếp trưởng tại nhà hàng "Hoàng Điện" cho danh hiệu "Vua đầu bếp". Sau khi kết thúc giải, ông gặp gỡ anh trai mình vẫn còn sống và chứng kiến sự bất lực của Kế Tổ khi theo dõi giải qua màn hình vô tuyến.

## Phân vai
| Diễn viên       | Vai diễn                   | Miêu tả |
| Hồng Kim Bảo    | Hoàng Bỉnh Nghĩa 黃秉義    | Trưởng thôn thầy của Long Kiến Nhất em trai của Hoàng Bỉnh Cơ chú của Hoàng Kế Tổ Đầu bếp của "Nhà hàng Tứ Hải" |
| Ngô Kiến Hào    | Long Kiến Nhất 龍建一      | học trò của Hoàng Bỉnh Nghĩa người yêu của Trầm Oánh Đầu bếp của "Nhà hàng Tứ Hải"                              |
| Ứng Thể Nhi     | Trầm Thanh 沈青            | Chủ "Nhà hàng Tứ Hải" chị gái của Trầm Oánh                                                                     |
| Kago Ai         | Trầm Oánh 沈瑩             | em gái của Trầm Thanh nhân viên "Nhà hàng Tứ Hải" người yêu của Long Kiến Nhất                                  |
| Hồng Thiên Minh | Lương 良                   | Người trong thôn tay sai của Hoàng Kế Tổ                                                                        |
| Lâm Tử Thông    | Điền Thu Đao 田秋刀        | Đầu bếp vô địch nổi tiếng Bếp trưởng nhà hàng Vua Quảng Đông                                                    |
| Phàn Thế Hoàng  | Hoàng Kế Tổ 黃繼祖         | con trai của Hoàng Bỉnh Cơ cháu của Hoàng Bỉnh Nghĩa                                                            |
| Lương Tiểu Long | Hoàng Bỉnh Cơ 黃秉基       | anh trai của Hoàng Bỉnh Nghĩa cha của Hoàng Kế Tổ Đầu bếp vô địch hai lần                                       |
| Hành Vũ         | Tài 財                     | tay chân của Hoàng Kế Tổ                                                                                        |
| Trần Tư Văn     | Nhị thúc công 二叔公       | Già làng thứ 2                                                                                                  |
| Lý Hải Sinh     | Thái công vy thôn 圍村太公 | Già làng thứ 1                                                                                                  |
| Hà Quý Lâm      | Trầm Phương Quân 沈方鈞    | Cựu đầu bếp ở nhà hàng "Tứ Hải" đầu bếp ở nhà hàng "Vua Quảng Đông"                                             |
| Mạc Mỹ Lân      | Hiệu trưởng Phương 方校長  | hiệu trưởng trường của Long Kiến Nhất                                                                           |
| Tần Hoàng       | Vu Bản Xương 于本昌        | Giám khảo cuộc thi                                                                                              |